# بينتاتونيكس
بينتاتونيكس (بالإنجليزية: Pentatonix)‏ وهي فرقة موسيقى أكابيلا مكونة من 5 أفراد من أرلنغتون، تكساس وهم سكوت هوينغ وميتش غراسي وكريستي وأفي كابلان (سابقًا) و مات سالي (حاليًا) وكيفن أولوسولا تم إنشائها في سنة 2011 وأشتهروا بغناء البوب كما غنوا تراتيل مسيحية، ألبومهم ذاتس كريسمس تو مي كان رابع أكثر ألبوم مبيعاً في شهر ديسمبر في الولايات المتحدة.

## روابط خارجية
- بينتاتونيكس على موقع IMDb (الإنجليزية)
- بينتاتونيكس على موقع ميوزك برينز (الإنجليزية)
- بينتاتونيكس على موقع أول ميوزيك (الإنجليزية)
- بينتاتونيكس على موقع ديسكوغز (الإنجليزية)